# شیخ ابوالپشم
شیخ ابوالپشم یک مثنوی به طول ۸۴ بیت که منسوب شیخ بهایی است. داستان شعر راجع به طلبه‌ای است که در مدرسه‌ای زندگی می‌کند. درونمایهٔ آن طنز، و در مذمت شکم‌بارگی است.

## داستان
داستان شعر راجع به طلبه‌ای است که تنها دارایی او یک بالاپوش پشمی است. روزی حین گذشتن از جلوی دکان کله‌پزی کنترل خود را از دست داده و با این استدلال که اکنون تابستان است و «من احتیاجی به این بالاپوش پیدا نمیکنم» آن را فروخته، و با پول آن چند وعده کله‌پاچه می‌خورد. وقتی شب فرا می‌رسد و هوا سرد می‌شود، طلبه از سرما به خود می‌پیچد و خود را بابت پرخوری سرزنش می‌کند‌ و دست به دعا برمی‌دارد. نهایتاً صبح هنگام جامه‌ای پیدا کرده و خدا را شکر می‌کند.